# 正五胞体

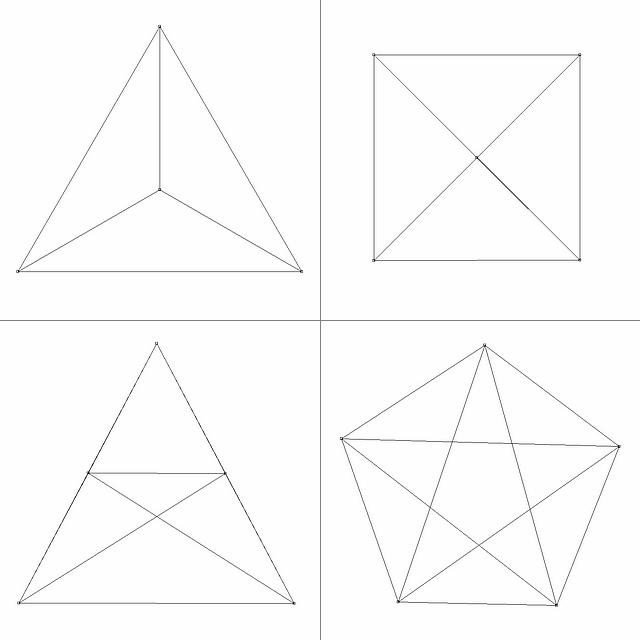
正五胞体の投影図の例

正五胞体（せいごほうたい、英: 5-cell, regular pentachoron）は、4次元正多胞体のうち、胞が5つあるもの。つまり、全ての胞が合同な正四面体からなる五胞体である。
4次元正単体。つまり、2次元での正三角形、3次元での正四面体にあたる4次元図形である。
五胞体の「組合せ的構造」は1種類しかなく、すべての五胞体は正五胞体に「組合せ的に」等しい（組合せ同値であるという）。

## 性質
- シュレーフリ記号は {3,3,3}。
- 胞は正四面体、面は正三角形、辺は線分である。
- n 次元面の数は {\displaystyle {}_{5}\mathrm {C} _{n+1}} である。つまり、頂点と胞はそれぞれ5つ、辺と面はそれぞれ10である。これらはパスカルの三角形の第6段の2～5番目の数字である。
- 頂点形状は正四面体である。頂点には4つの辺、6つの面、4つの胞が集まり、これらは正四面体の頂点と辺と面の数（パスカルの三角形の第5段の2～4番目の数字）に対応している。座標は (1, 0, 0, 0) の置換（4個）と、φ を黄金比として (1/2-φ/2, 1/2-φ/2, 1/2-φ/2, 1/2-φ/2,) の1個である[1]。
- 辺形状は正三角形である。辺には面と胞が3つずつ集まり、これらは正三角形の頂点と辺の数（パスカルの三角形の第4段の2, 3番目の数字）に対応している。
- 面形状は線分である。面には胞が2つずつ集まり、これは線分の端点の数（パスカルの三角形の第3段の2番目の数字）に対応している。
- 自己双対多胞体である。つまり、自らと双対である。なお4次元正多胞体の中では、正五胞体と正二十四胞体が自己双対である。
- ペトリー多面体（ペトリー多角形の4次元版）は正八面体である。一般に正単体のペトリー多胞体は正軸体で、正四面体のペトリー多面体が正方形であることに対応している。
- 展開図をダ・ヴィンチの星型に作ることができる（他の形も可能である）。

## 計量
辺の長さを {\displaystyle a} とする。
- 超体積: {\displaystyle {\frac {\sqrt {5}}{96}}a^{4}\approx 0.023292375a^{4}}
- 超表面積: {\displaystyle {\frac {5{\sqrt {2}}}{12}}a^{3}\approx 0.589255659a^{3}}